# Pygocalcager humeratum
Pygocalcager humeratum là một loài ruồi trong họ Tachinidae.